# Villa Il Teatro
Villa Il Teatro si trova in via del Pian dei Giullari 23 a Firenze.

## Descrizione
La villa, che si trova in posizione interna sul colle e non sulla strada, appartenne anticamente ai Busini, che vi tenevano uno stanzone dove si esibivano le compagnie di giullari, mimi e attori girovaghi, che finirono per dare il nome alla villa e a tutto borgo del Pian dei "Giullari".
La villa è composta da due corpi a forma di parallelepipedo con al centro un cortile con un piccolo giardino con aiuole geometriche. 